# Efrem Wylangowski
Efrem Wylangowski (ur. 16 lipca 1930 w Solcu Kujawskim, zm. 17 lipca 1998 tamże) – bokser wagi ciężkiej. Brązowy medalista Mistrzostw Polski. 

## Kariera
Syn Antoniny i Władysława Wylangowskich. Jego żoną była Wanda Wylangowska z domu Mazur, z którą miał synów Krzysztofa i Roberta.
Od 1949 roku zawodnik sekcji bokserskiej soleckiego KS ZKK Kolejarz. Jego kariera bokserska była największym jak dotąd sukcesem klubu. Walki toczył w wadze ciężkiej (powyżej 81 kg). Przy okazji powołania do służby wojskowej w 1951 roku trafił do OWKS Bydgoszcz (dziś Zawisza). W 1953 roku w barwach tego klubu zdobył brązowy medal mistrzostw Polski w wadze ciężkiej i otrzymał powołanie do kadry prowadzonej przez Feliksa Stamma.
W drodze po brązowy medal stoczył walki:
- 1/8 finału, 25 marca 1953, przeciwko Władysławowi Żelisko,
- 1/4 finału, 25 marca 1953, przeciwko Zdzisławowi Proboli (AB1),
- 1/2 finału, 28 marca 1953, przeciwko Antoniemu Gościańskiemu (AB3)[1].

Po zakończeniu służby wojskowej pozostał zawodnikiem OWKS Bydgoszcz, następnie Brdy Bydgoszcz. Ostatnie walki stoczył jako zawodnik Unii Solec Kujawski. Karierę zakończył wraz z likwidacją soleckiej sekcji bokserskiej w 1957 roku.